# Український незалежний театр
Український Незалежний Театр — театр, сформований з частини акторів Театру Начальної Команди УГА, який діяв у Львові з травня 1920 до серпня 1921 при товаристві «Українська Бесіда».

## Загальні відомості
Адміністратор Григор Ничка, режисер М. Бенцаль. У серпні 1921 Український Незалежний Театр увійшов до складу театру «Української Бесіди», очоленого Олександром Загаровим та Йосипом Стадником.
Театр поставив 12 нових п'єс українського і європейського класичного репертуару:
- «Про що тирса шелестіла» С. Черкасенка
- «Гетьман Дорошенко» Л. Старицької-Черняхівської
- «Панна Мара», «Молода кров» і «Базар» В. Винниченка
- «На перші гулі» і «Куди вітер віє» С. Васильченка
- «Молодість» М. Гальбе
- «Росмерсгольм» Г. Ібсена
- «Склянка води» Е. Скріба
- «Чорт» Ф. Мольнара

## Акторський склад
- Іван Рубчак
- Ганна Юрчакова
- Наталка Левицька
- Олена Бенцалева
- Катря Козак-Вірленська
- Луць Лісевич (Лесь Лісовий)
- Ясень-Славенко (Ярослав Сеньків)
- Люся Іванчук (Л. Іскорка, Олександра Іванчук, -Сенькова)